# København By Night
København By Night er det andet studiealbum fra det danske band Vildnis. Det blev udgivet den 15. august 2005. Det modtog tre ud af seks stjerner i musikmagasinet GAFFA.
Gruppen modtog P4-prisen ved Danish Music Awards Folk for albummet.

## Spor
1. "København By Night"
2. "Hun Sagde"
3. "Om Forladelse"
4. "Katten"
5. "Kærlighedens Kilde"
6. "Solsorten"
7. "Hip Hurra"
8. "Tåbebror"
9. "Gyngen"
10. "Nat I September"
11. "Monika"
12. "København Bye Bye"